# Periphery (álbum)
Periphery es el álbum debut de la banda estadounidense de Metal progresivo Periphery , firmado por Sumerian Records y lanzado el 20 de abril de 2010. Muchas de las canciones se habían escrito mucho antes de la fecha de lanzamiento, pero debido a las complicaciones con el vocalista se habían pospuesto en varias ocasiones. El exvocalista Chris Barretto casi había terminado de grabar el álbum antes de que él y la banda se separaran meses antes de su lanzamiento. En lugar de liberar las canciones con la voz de Barretto, la banda decidió volver a grabar las canciones de Barretto con Spencer Sotelo; Sin embargo, Sotelo sólo re-trabajó algunas de las melodías cuando realizaba la grabación de las voces, frente a la escritura de letras completamente nuevas. Como resultado, las letras de Sabol y las melodías vocales y armonías de Barretto incluían todavía en la grabación. El álbum fue relanzado el 6 de febrero de 2012 como una "Edición Especial" que incluye temas instrumentales, junto con una nueva canción "Passenger", grabado originalmente por el guitarrista Mark Holcomb durante su tiempo en la banda Haunted Shores.

## Lista de canciones
Todas las letras escritas por Chris Barretto, except where noted, toda la música compuesta por Periphery. 
| N.º | Título              | Letras                | Duración |  |
| 1.  | «Insomnia»          | Barretto, Casey Sabol | 4:49     |  |
| 2.  | «The Walk»          |                       | 5:06     |  |
| 3.  | «Letter Experiment» | Barretto, Sabol       | 6:51     |  |
| 4.  | «Jetpacks Was Yes!» | Matt Murphy           | 3:57     |  |
| 5.  | «Light»             |                       | 5:50     |  |
| 6.  | «All New Materials» |                       | 5:20     |  |
| 7.  | «Buttersnips»       |                       | 5:54     |  |
| 8.  | «Icarus Lives!»     | Sabol                 | 4:24     |  |
| 9.  | «Totla Mad»         |                       | 4:00     |  |
| 10. | «Ow My Feelings»    |                       | 6:06     |  |
| 11. | «Zyglrox»           |                       | 5:06     |  |
| 12. | «Racecar»           |                       | 15:23    |  |

Notas
- Fue lanzado una versión instrumental a través de la iTunes Store .
- Ragtime dandys también aparece al final de Icarus Lives! en la versión en CD.
- En el capitán y Eureka! fueron incluidos en el Ícaro EP .
- Passenger fue liberado el 21 de febrero de 2012 como un único digital a través de iTunes.

- Datos: Q30919156